# Regina (Sängerin)

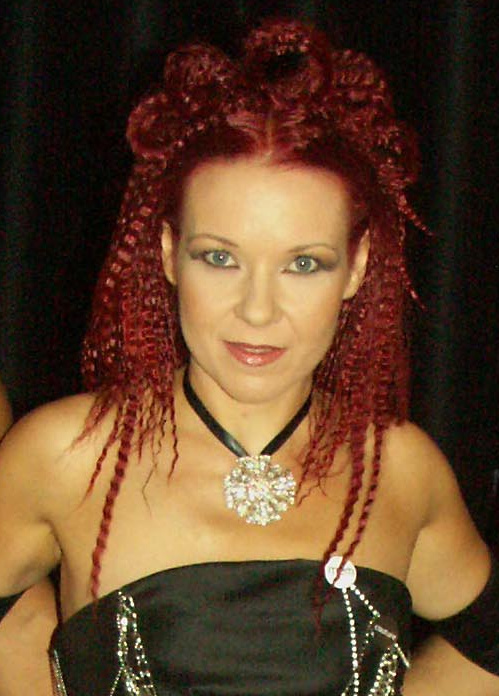
Regina (2007)

Regina (* 4. Juli 1965 in Murska Sobota als Irena Jalšovec) ist eine slowenische Pop- und Rocksängerin.

## Leben und Wirken
Als Kind zweier Musiker war Irena schon in jungen Jahren aktive Chorsängerin und spielte E-Bass und Orgel. 1986 begann sie ihr Psychologiestudium an der Universität Ljubljana, wo sie ihren späteren Ehemann, den Rock-Gitarristen und Komponisten Aleksander Kogoj kennenlernte. Ab 1987 begann deren Zusammenarbeit und sie produzierten mehrere Tonträger gemeinsam.
Unter ihrem Künstlernamen „Regina“ nahm sie achtmal beim slowenischen Vorentscheid zum Eurovision Song Contest teil (1993, 1996, 1998, 2001, 2002, 2004, 2005, 2016) aber nur einmal, im Jahr 1996 gewann sie den Entscheid. Sie repräsentierte Slowenien daher beim Eurovision Song Contest 1996 in Oslo mit dem Popsong Dan najlepših sanj und erreichte aber nur den drittletzten Platz.
In Slowenien ist sie weiterhin als Rocksängerin bekannt und veröffentlichte dort mehrere Alben.